# International Association of Amusement Parks and Attractions
International Association of Amusement Parks and Attractions (IAAPA) är en internationell branschorganisation för nöjesanläggningar. Den arbetar bland annat för att bevara och gynna nöjesindustrin. Organisationen representerar över 4 000 anläggningar och leverantörer i drygt 90 länder. Bland anläggningarna finns nöjesparker, temaparker, äventyrsbad, djurparker, museer och kasinon med mera. De flesta är belägna i USA.
IAAPA arrangerar tre mässor varje år: IAAPA Attractions Expo, Asian Attractions Expo och Euro Attractions Show. Dessa är inriktade på nöjesparksbranschen och åkattraktionsindustrin. IAAPA ger även ut den månatliga tidningen Funworld med bland annat åkattraktionsnyheter.
Nöjesparken Lisebergs före detta VD Mats Wedin har tidigare varit ordförande i IAAPA,. Lisebergs nuvarande VD Andreas Andersen har varit direktör för den europeiska delen av IAAPA mellan 2008 och 2011.

## Svenska medlemsanläggningar i IAAPA
- Liseberg
- Skånes Djurpark
- Kolmården
- Skara Sommarland
- Furuviksparken
- Gröna Lund